# تایگرایر تایوان
تایگرایر تایوان (به انگلیسی: Tigerair Taiwan) یک شرکت هواپیمایی ارزان‌قیمت تایوانی با کد یاتا IT است که در تاریخ ۲۰۱۳ میلادی تأسیس شده و در تاریخ ۲۶ سپتامبر ۲۰۱۴ فعالیتش را آغاز کرده‌است.
قطب این شرکت هواپیمایی در فرودگاه بین‌المللی تائویوان تایوان قرار دارد و به ۸ مقصد، پرواز مستقیم انجام می‌دهد.

## مقصدهای پروازی
|  | قطب               |
|  | مسیرهای آینده     |
|  | پروازهای فصلی     |
|  | پروازهای متوقف‌شده |

## ناوگان
ناوگان تایگرایر تایوان